# 정정옹주 (선조)
정정옹주(貞正翁主, 1595년 음력 1월 17일 ~ 1666년 음력 9월 16일)는 조선의 왕족으로 선조의 여덟째 딸이며 어머니는 정빈 홍씨이다.

## 생애

### 가계
생모 정빈 홍씨는 남양 홍씨 홍여겸의 딸로, 1580년(선조 13년) 종2품 숙의에 책봉되어 입궁하였다. 이후 정1품 빈에 올랐으며, 인조 연간에 사망하였다.
정정옹주는 경창군의 친누나이며, 광해군과 정원군(인조의 아버지) 등의 이복 동생이자 영창대군에게는 이복 누나가 된다.

### 옹주 시절
임진왜란이 한창이던 1595년(선조 28년) 황해도 해주의 행궁에서 태어났다. 정정옹주는 어릴 때부터 자질이 뛰어났으며, 자라면서 단정하고 의젓하였다고 한다. 10살 때인 1604년(선조 37년) 정식으로 옹주에 책봉되어 정정옹주(貞正翁主)가 되었다. 2년 후인 1606년(선조 39년) 교리를 지낸 진주 유씨 유시행의 아들 유적과의 혼인이 결정되어 유적은 진안위(晋安尉)에 책봉되었으나, 혼례 직전 유시행이 사망하는 바람에 일시적으로 혼례가 연기되었다. 이어 1608년(선조 41년)에는 부왕 선조마저 승하하는 바람에 두 사람의 혼인은 탈상 후인 1610년(광해군 2년)에야 이루어졌다. 두 사람은 유시행이 죽었을 때 현재의 경기도 안산시 일대에 터를 잡아 장사를 지냈고, 이후 그 지역에서 대를 이어 살았다.
한편 정정옹주와 남편 유적은 인목왕후를 폐위하는 것에 반대하여 유배의 위기까지 몰렸으며, 이후 남편 유적은 1619년(광해군 11년) 음력 8월 17일 25세의 젊은 나이로 자식 없이 생을 마감하였다. 당시 사람들은 폐모론에 동참하지 않은 유적을 위대하게 생각하였다고 한다. 유적이 죽자 정정옹주는 스스로 목숨을 끊으려 하였는데, 어머니 정빈이 곁에 머물며 극진히 보호하였다. 이후 인조가 즉위하여 유적과 정정옹주의 공을 치하하고 옹주를 극진히 대접하였다.

### 사망과 후손
정정옹주는 1666년(현종 7년) 향년 72세를 일기로 사망하였다. 옹주가 죽자 현종은 정사를 중지하고 장례 비용을 지원하였으며, 남편 진안위 유적의 묘에 합장토록 하였다. 현재 그녀의 묘소인 정정옹주묘는 경기도 안산시 상록구 부곡동에 있으며, 묘소의 관리는 진주 유씨 문중에서 관리하고 있다. 1991년 11월 2일 안산시의 향토유적 제14호로 지정되어 보호받고 있다.
한편 유적과 정정옹주의 사이에는 자식이 없었다. 이에 따라 유적의 동생인 유영의 아들 유명전을 양자로 입양하여 후사를 이었으나, 유명전 마저도 요절하여 후사가 끊어지고 말았다.

## 가족 관계
| - 조부 : 덕흥대원군(德興大院君, 1530~1559) - 조모 : 하동부대부인 정씨(河東府大夫人 鄭氏, 1530~1567) - 아버지 : 선조(宣祖, 1552~1608) - 외조부 : 홍여겸(洪汝謙, 생몰년 미상) - 외조모 : 창녕 조씨(昌寧 曺氏) - 조명원(曺明遠)의 딸 - 어머니 : 정빈 홍씨(貞嬪 洪氏, 1563~1638) - 동생 : 경창군 주(慶昌君 珘, 1596~1644) | - 시아버지 : 유시행(柳時行, 1566~ ?) - 시어머니 : 한산 이씨(韓山 李氏, ?~1619) - 이대화(李大禾)의 딸 - 남편 : 진안위(晋安尉) 유적(柳頔, 1595~1619) - 양자 : 유명전(柳命全, 1628~1664) - 시동생 유영의 아들 |

## 같이 보기
- 정정옹주묘